# Maria Haase
Maria Klara Haase z domu Lademann (ur. 24 marca 1924 w Dobrzewinie, zm. 19 października 1999 tamże) – działaczka społeczna, propagatorka kultury i języka kaszubskiego, posłanka na Sejm PRL V kadencji (1969–1972).

## Życiorys
Urodzona na Kaszubach, wychowywała się w rodzinie chłopskiej silnie związanej ze swymi korzeniami i przywiązanej do pracy na roli. Uczyła się w szkole podstawowej w Karczemkach. W 1947 wyszła za mąż za Władysława Haasego, z którym miała pięciu synów.
Przez szereg lat działała w Kole Gospodyń Wiejskich i w Kółkach Rolniczych. Należała do Zjednoczonego Stronnictwa Ludowego. W latach 1969–1972 była posłem na Sejm PRL V kadencji. 
W 1988 podjęła inicjatywę budowy nowego budynku szkoły podstawowej w Karczemkach, stając na czele komitetu rozbudowy szkoły (nowy budynek szkoły został oddany do użytku w 1993). 
Przez całe swe życie Maria Haase podkreślała swoją przynależność do społeczności kaszubskiej. W lutym 1998 wstąpiła do Zrzeszenia Kaszubsko-Pomorskiego. Chętnie uczestniczyła w programach promujących kaszubszczyznę. Odznaczona odznaką honorową „Zasłużonym Ziemi Gdańskiej”.